# Назмутдинов, Тимур Гарафутдинович
Тимерша Гарафутдинович Назмутдинов (27 декабря 1924, Шушерма, Татарская АССР — 26 октября 1977, Палванташ, Андижанская область) — участник Великой Отечественной войны 1941—1945 гг., командир орудийного расчёта 437-го стрелкового полка 154-й стрелковой дивизии, полный кавалер ордена Славы.

## Биография
Родился 27 декабря 1924 года в деревне Шушерма Кушманской волости Свияжского кантона ТАССР(ныне — Кайбицкий район Республики Татарстан). Татар. В 1932 году с родителями переехал в Ферганскую область Узбекской ССР. Окончил 7 классов. Работал бурильщиком в Ферганской геологоразведывательной партии.
В августе 1942 года был призван в Красную Армию. В запасном полку получил специальность наводчика орудия. С ноября того же года в действующей армии. Воевал на Западном, 1-й Прибалтийском и 3-м Белорусском фронтах. Член ВКП(б)/КПСС с 1943 года. Участвовал в боях под Ржевом, освобождал Смоленщину и Белоруссию, к лету 1944 года был уже командиром орудийного расчёта.
13 июля 1944 года в бою за деревню Дундары сержант Назмутдинов, командир 45-мм орудия, вывел из строя пулеметный расчет и более отделения пехоты противника, обеспечив продвижение своих стрелков и захват деревни.
Приказом от 21 июля 1944 года сержант Назмутдинов Тимерша Гарафутдинович награждён орденом Славы 3-й степени.
1 ноября 1944 года в бою за населенный пункт Беты расчет сержанта Назмутдинова орудийным огнём истребил 2 пулеметных расчета противника. При отражении контратаки был ранен, но продолжал вести огонь.
Приказом от 16 января 1945 года сержант Назмутдинов Тимерша Гарафутдинович награждён орденом Славы 2-й степени.
1 февраля 1945 года у населённого пункта Зандляк сержант Назмутдинов подбил танк, сорвав вражескую контратаку. 9 февраля в бою за населенный пункт Коббельбуде прямой наводкой расстрелял 2 пулемётных расчета противника, способствуя продвижению стрелкового батальона.
Указом Президиума Верховного Совета СССР от 19 апреля 1945 года за образцовое выполнение заданий командования в боях с захватчиками сержант Назмутдинов Тимерша Гарафутдинович награждён орденом Славы 1-й степени. Стал полным кавалером ордена Славы.
Войну закончил в Берлине старшиной батареи. В 1946 году был демобилизован.
Вернулся в Узбекистан. Жил в посёлке Палванташ Мархаматского района Андижанской области Узбекистана. Работал в отделе ремонта скважин Нефтепрома. Скончался 26 октября 1977 года.
Награждён орденами Отечественной войны 2-й степени, Славы 3-х степеней, медалями.
Одна из улиц в посёлке Палванташ носит его имя.